# Abu Saíd Gorganí
Abu Saíd Gorganí (en persa: ابو سعید گرگانی) fue un matemático y astrónomo persa del siglo IX natural de la ciudad de Gorgán, en el actual Irán.
Escribió un tratado de problemas de geometría y otro sobre el diseño del meridiano.